# Kolvvedel
Kolvvedel (Astragalus canadensis) är en ärtväxtart som beskrevs av Carl von Linné. Kolvvedel ingår i släktet vedlar, och familjen ärtväxter.

## Underarter
Arten delas in i följande underarter:
- A. c. brevidens
- A. c. canadensis
- A. c. mortonii

## Bildgalleri

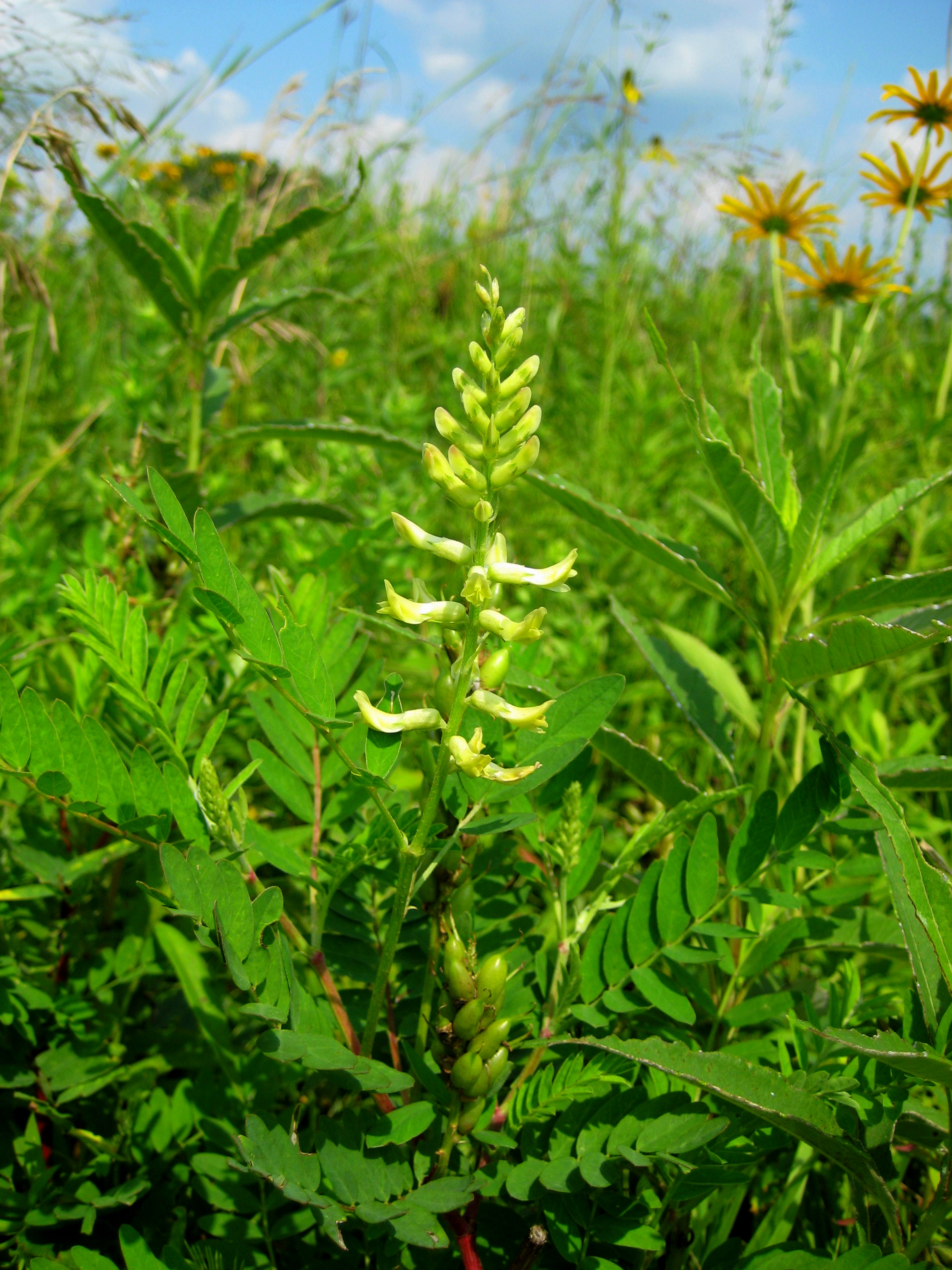
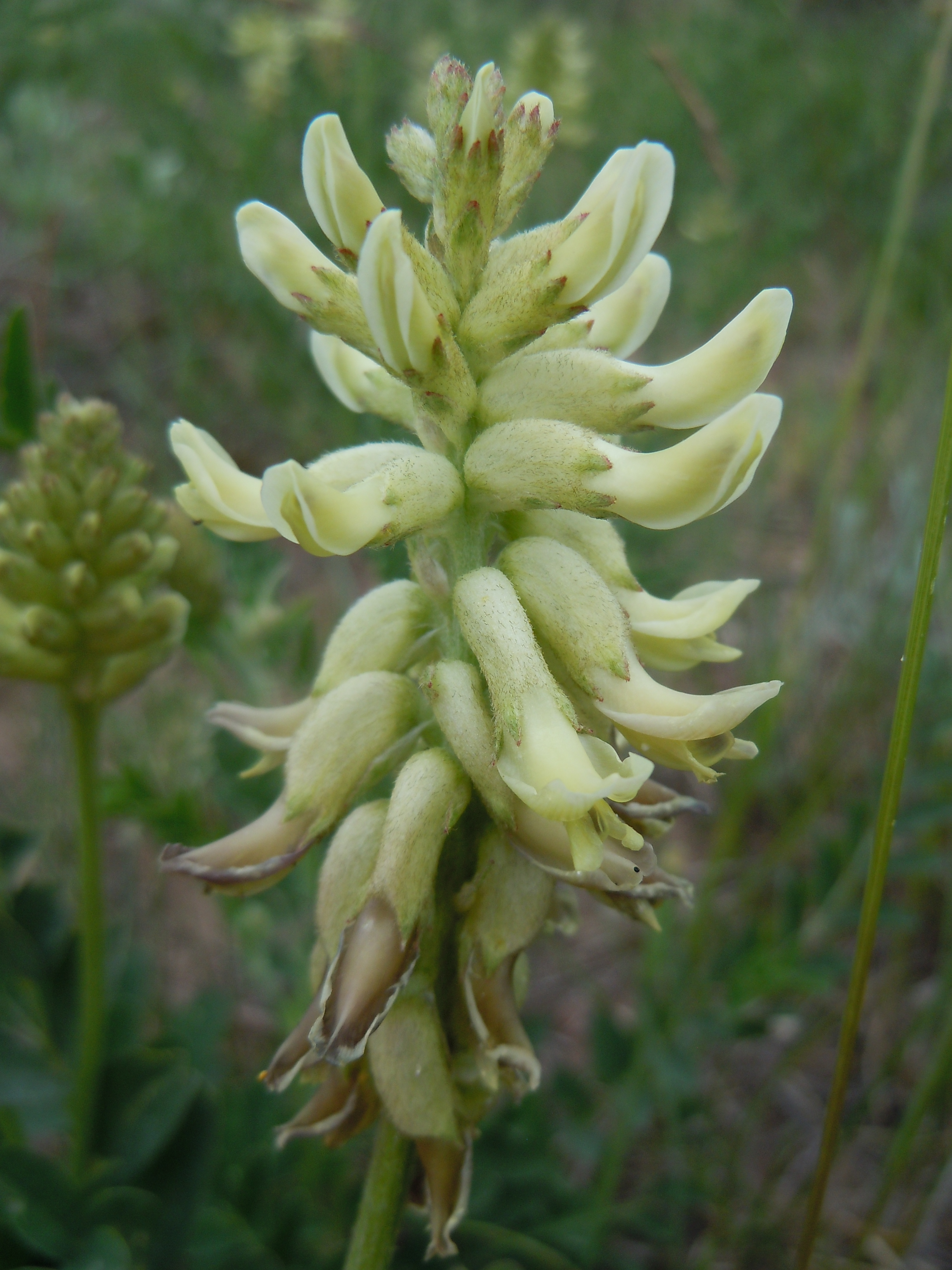
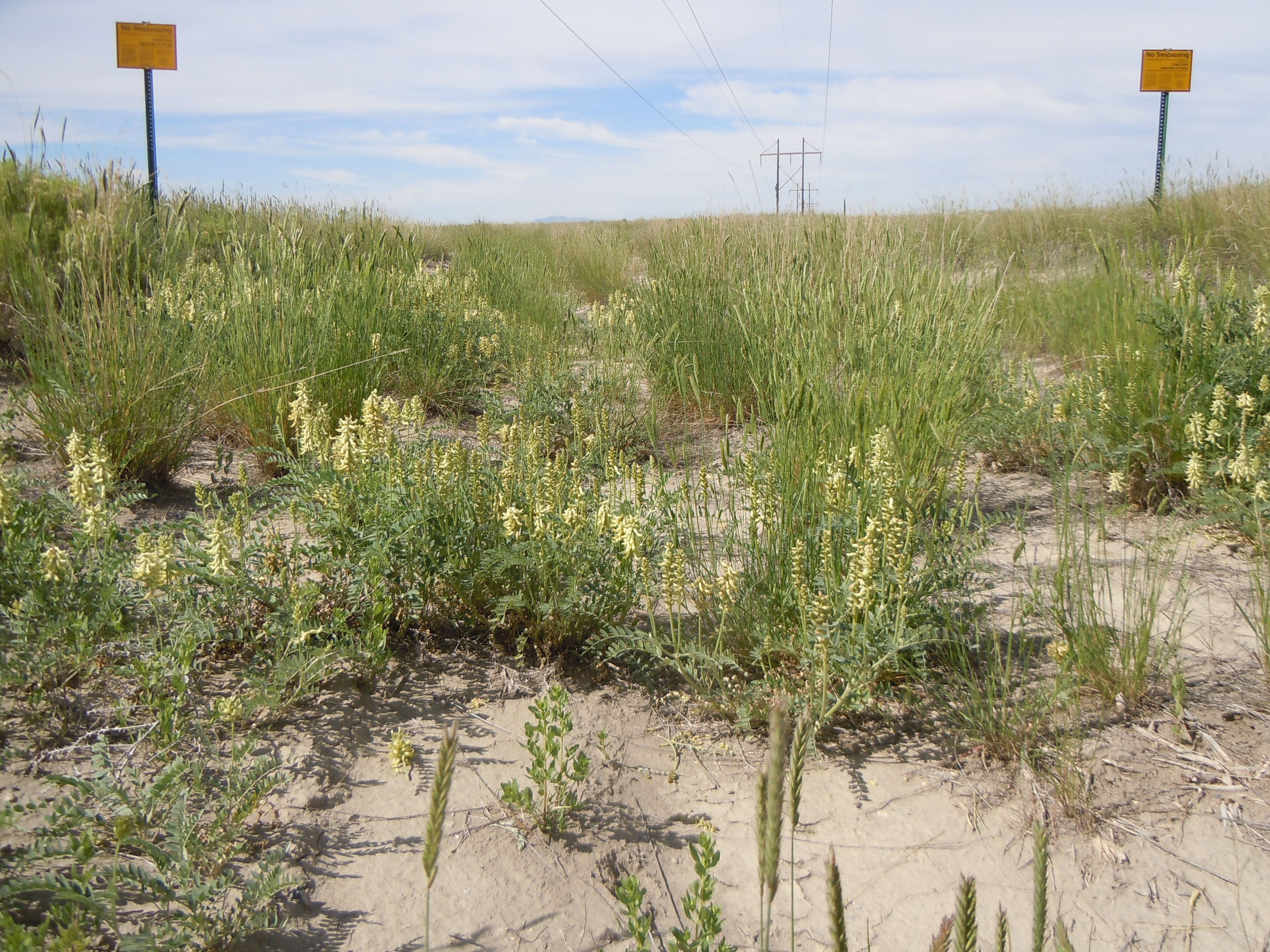
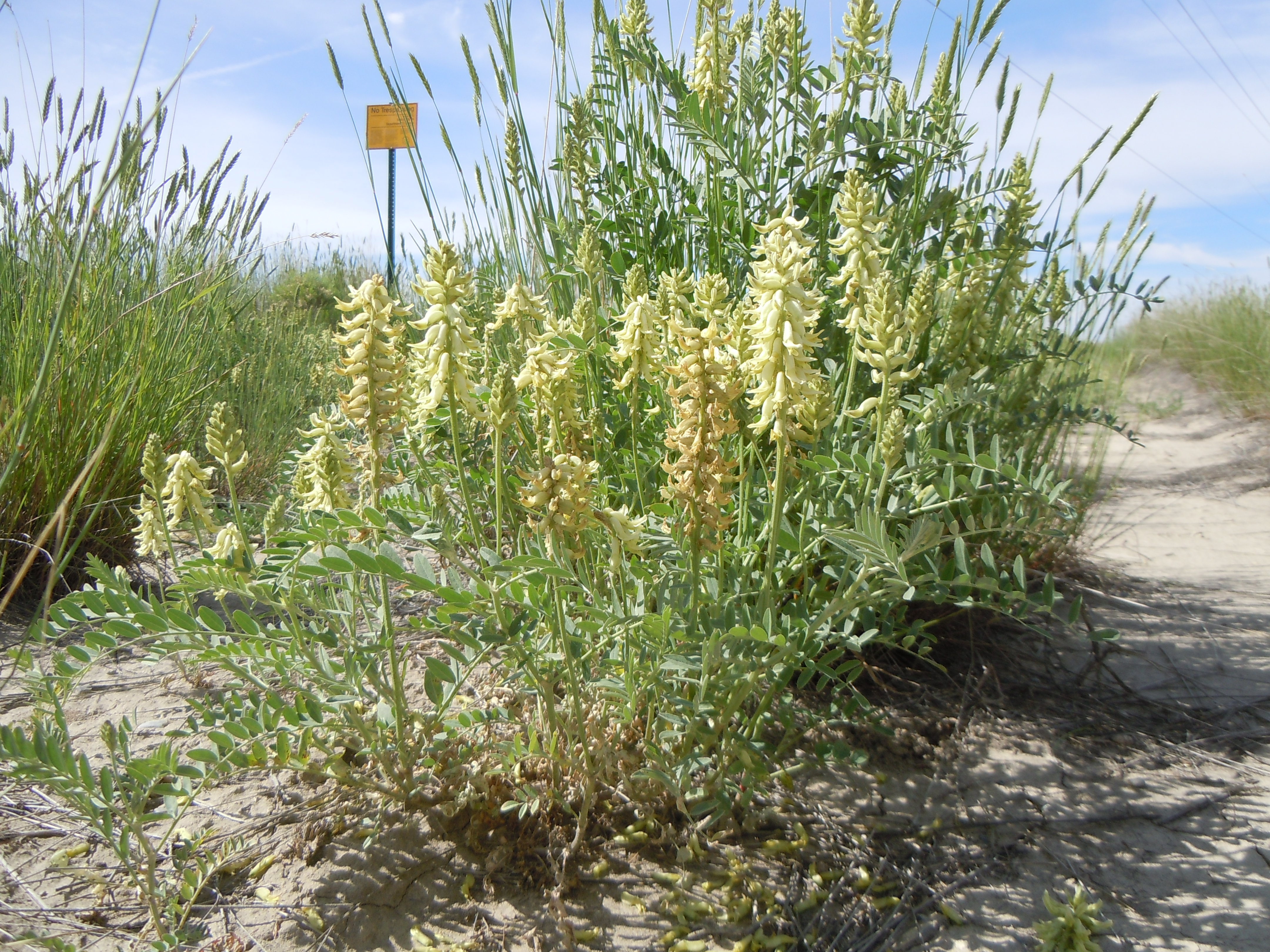